# Trochodendron nastae
Trochodendron nastae és una espècie de planta amb flor extinta de la família Trochodendraceae coneguda per fulles fossilitzades de l'eocè. T. nastae és el membre més antic del gènere Trochodendron, que inclou l'espècie vivent Trochodendron aralioides, originària del Japó, Corea i Taiwan.
Trochodendron comparteix amb Tetracentron la poc usual caracterísitca de no tenir elements vasculars a la seva fusta.